# Wurmerkrankung

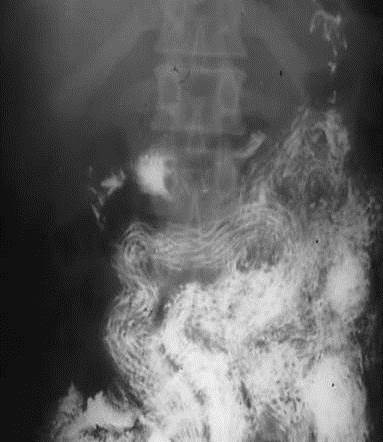
Spulwürmer im Dünndarm einer infizierten Person (Röntgenbild mit Bariumsulfat als Kontrastmittel)

Eine Wurmerkrankung oder Helminthose (von altgriechisch ἕλμινς hélmins [Genitiv ἕλμινθος hélminthos] „Wurm“; gelegentlich wird auch im deutschsprachigen Raum die englische Bezeichnung Helminthiasis verwendet) ist jede makroparasitäre Erkrankung von Mensch und Tier, bei der Organismus mit parasitären Würmern (Helminthen) infiziert ist. Von größerer Bedeutung sind vor allem Fadenwürmer (Nematoda) und Plattwürmer. Bodenübertragene Helminthosen sind für Parasitosen bei bis zu einem Viertel der menschlichen Bevölkerung weltweit verantwortlich.

## Übertragung
Helminthen werden auf verschiedene Weise an den endgültigen Wirt übertragen. Die häufigste Infektion ist die Aufnahme von mit Wurmeiern oder- larven kontaminiertem Gemüse, Trinkwasser und rohem oder ungekochtem Fleisch. Kontaminierte Lebensmittel können Eier von Nematoden wie Spul-, Maden- und Peitschenwurm enthalten. Rohes oder ungekochtes Fleisch sind die Hauptquellen für Bandwurmfinnen und Trichinen, unzureichend gegarter Fisch für Saugwürmer und den Fischbandwurm. Pärchenegel und Fadenwürmer wie Hakenwürmer und Zwergfadenwürmer können direkt über die Haut eindringen. Einige Fadenwürmer werden durch Mücken und Fliegen übertragen. In den Entwicklungsländern ist die Nutzung kontaminierten Wassers ein wichtiger Risikofaktor für Wurminfektionen. Eine Infektion kann auch durch die Praxis des Erdeessens (Geophagie) erfolgen, welches in Teilen Afrikas südlich der Sahara praktiziert wird. Boden wird hier von Kindern oder schwangeren Frauen gegessen, um einem realen oder angenommenen Mangel an Mineralien in der Ernährung entgegenzuwirken.

## Immunologische Reaktion des Wirts
Als Erreger induzieren Helminthen eine Immunantwort. Dabei reagieren vor allem T-Helferzellen, insbesondere Typ2-T-Helferzellen (TH2), auf Helminthenbefall. Es ist allgemein bekannt, dass Typ2-T-Helferzellen die zentralen Akteure der schützenden Immunität gegen Helminthen sind, während B-Zellen und Antikörper nur in bestimmten Fällen eingreifen. Die TH2 induzieren die Differenzierung vom M2-Makrophagen und Eosinophilen. Eosinophile gelten als die primären Effektoren gegen Helminthen, sie haben aber auch regulierende Effekte bei Abwehrvorgängen.
Andererseits stören Helminthen die Differenzierung von follikulären T-Helferzellen, was zur Unterdrückung der Keimzentrumsreaktion führt und die Immunabwehr beeinträchtigt. Regulatorische T-Helferzellen (Treg) können für den Wirt positive oder negative Auswirkungen haben, was von vielen Faktoren abhängig ist. Bei chronischen Wurmerkrankungen wie der Filariose, können Treg eine asymptomatische Toleranz erzeugen, die von Vorteil sowohl für den Wirt als auch den Parasiten ist, das sie das Fortbestehen der Parasitenart bei gleichzeitig geringer Schädigung beim Wirt ermöglicht.
Helminthen scheiden toxische Stoffwechselabbauprodukte aus. Diese gelangen dann in das Kreislauf- und Lymphsystem des Wirtskörpers.
Chronische Helminthosen können zu einer erhöhten Anfälligkeit für andere Infektionen wie Tuberkulose, HIV und Malaria führen. Es gibt widersprüchliche Angaben darüber, ob eine Entwurmung beispielsweise die AIDS-Progression und die Viruslast reduziert und die CD4-Zahl erhöht. Die jüngste Cochrane-Überprüfung ergab einige Hinweise darauf, dass eine Entwurmung positive Auswirkungen haben könnte.

## Folgen
Chronische Helminthiasis kann schwere Gesundheitsschäden verursachen. Wurmerkrankungen können zu Koliken, schlechten Geburtsraten, schlechter kognitiver Entwicklung, schlechten Schul- und Arbeitsleistungen, einer verminderten Produktivität, einer schlechten sozioökonomischen Entwicklung und Armut führen.

### Unterernährung
Helminthiosen können eine Unterernährung verursachen, einschließlich Vitaminmangel und Wachstumsverzögerung. Würmer konkurrieren zwar direkt mit ihren Wirten um Nährstoffe, aber die Auswirkung dieses Effekts ist wahrscheinlich aufgrund des geringen Nährstoffbedarfs von Würmern unbedeutend. Bei Schweinen und Menschen wurde ein Spulwurmbefall mit Laktoseintoleranz und Vitamin A-, Aminosäure- und Fett-Malassimilation in Verbindung gebracht. Eine beeinträchtigte Nährstoffaufnahme kann durch direkte Schäden an der Darmschleimhaut oder aus  chemischen Ungleichgewichten und Veränderungen der Darmflora resultieren. Alternativ kann die Freisetzung von Proteasehemmern durch die Würmer die Verdauungsprozesse beeinträchtigen. Darüber hinaus kann ein wurminduzierter Durchfall die Darmpassage verkürzen und so die Aufnahme von Nährstoffen reduzieren.
Unterernährung aufgrund von Würmern kann zu Abmagerung führen. Eine Studie mit 459 Kindern in Sansibar ergab einen spontanen Appetitanstieg nach der Entwurmung. Abmagerung könnte eine Folge der Immunantwort des Körpers und des Stresses bei der Bekämpfung von Infektionen sein. Insbesondere wurden einige der Zytokine, die in der Immunantwort auf Wurmbefall freigesetzt werden, mit Abmagerung bei Tieren in Verbindung gebracht.

### Anämie
Helminthen können eine Eisenmangelanämie verursachen. Dies ist am schwersten bei schweren Hakenwurminfektionen, da Necator americanus und Ancylostoma duodenale sich direkt vom Blut ihrer Wirte ernähren. Obwohl der tägliche Verbrauch eines einzelnen Wurms (0,02–0,07 ml bei N. americanus bzw. 0,14–0,26 ml bei A. duodenale) gering ist, kann der kollektive Verbrauch bei schwerer Infektion klinisch signifikant sein. Auch der Peitschenwurm kann eine Blutarmut verursachen. Eine Anämie führt auch zu einer verringerten Ausdauer und körperlichen Leistungsfähigkeit, zu einem Rückgang des Lernvermögens, Apathie, Reizbarkeit und Müdigkeit. Eine Studie über die Wirkung einer Entwurmung und zusätzlichen Eisenergänzung bei 47 Studenten aus der Demokratischen Republik Kongo ergab, dass dies die kognitive Funktion verbesserte. In eine Studie an 159 jamaikanischen Schulkindern führte die Entwurmung über einen Zeitraum von neun Wochen zu einem besseren auditiven Kurzzeitgedächtnis und Verbesserung des Langzeitgedächtnisses.

### Kognitive Veränderungen
Unterernährung aufgrund von Helminthen kann die kognitive Funktion beeinträchtigen, was zu einer geringen Bildungsleistung, einer verminderten Konzentration und Schwierigkeiten bei abstrakten kognitiven Aufgaben führt. Eisenmangel bei Säuglingen und Vorschulkindern ist mit „niedrigeren Punktzahlen … bei Tests der geistigen und motorischen Entwicklung … [sowie] erhöhter Angst, Unaufmerksamkeit und verminderter sozialer Reaktionsfähigkeit“ verbunden. Studien auf den Philippinen und in Indonesien fanden eine signifikante Korrelation zwischen Helminthiasis und vermindertem Gedächtnis und Geläufigkeit. Große Parasitenbelastungen, insbesondere schwere Hakenwurminfektionen, sind auch mit Fehlzeiten, Untereinschreibung und Zermürbung bei Schulkindern verbunden.

## Diagnose
Viele Helminthosen können durch mikroskopische Untersuchung von Stuhlproben mit Nachweis der Wurmeier nachgewiesen werden, quantitativ durch die Zählung der Eier pro g Stuhl. Ungeeignet ist dies bei Mischinfektionen, also dem gleichzeitigen Vorkommen mehrerer Helminthen und für Pärchenegel.
Präzisere Tests wie serologische Untersuchungen, Antigentests und DNA-Analysen sind ebenfalls verfügbar, sie sind jedoch zeitaufwändig, teuer und erfordern einen höheren apparativen Aufwand.
Bestimmte Wurmerkrankungen können nur mit bildgebenden Verfahren festgestellt werden.

## Behandlung
Breitspektrum-Benzimidazole (wie Albendazol und Mebendazol) sind die Erstlinienbehandlung von Fadenwurminfektionen. Makrozyklische Lactone wie Ivermectin sind wirksam gegen erwachsene und wandernde Larvenstadien von Nematoden. Praziquantel ist das Medikament der Wahl für Schistosomiasis, Taeniasis und die meisten Arten von Saugwurminfektionen. Oxamniquin wird häufig in Massenentwurmungsprogrammen verwendet. Artemisinine und Derivate erweisen sich als Kandidaten als Medikamente der Wahl für Trematodiasis.
In Regionen, in denen ein Helminthose häufig auftritt, können Massenentwurmungen durchgeführt werden, insbesondere bei Kindern im Schulalter, die eine Hochrisikogruppe sind. Die meisten dieser Initiativen werden von der Weltgesundheitsorganisation (WHO) mit positiven Ergebnissen in vielen Regionen durchgeführt. Entwurmungsprogramme können den Schulbesuch um 25 Prozent verbessern. Obwohl die Entwurmung die Gesundheit eines Individuums verbessert, sind die Ergebnisse von Massenentwurmungskampagnen, wie reduzierte Todesfälle oder Erhöhung der kognitiven Fähigkeiten, des ernährungsphysiologischen Nutzens, des körperlichen Wachstums und der Leistung, unsicher oder nicht offensichtlich.
Einige Würmer können nur chirurgisch entfernt werden.

## Prävention
Das Unterbrechen des Lebenszyklus eines Helminthen verhindert Befall und erneuten Befall. Eine Vorbeugung von Helminthosen kann zu einem großen Teil schon durch Trinkwasser- und Lebensmittelhygiene sowie Abwassermanagement erreicht werden. Die Reduzierung des offenen Stuhlgangs ist besonders wichtig, ebenso wie die Einstellung der Verwendung von menschlichen Fäkalien als Dünger.
Weitere vorbeugende Maßnahmen umfassen das Tragen von Schuhen, die regelmäßige Entwurmung von Haustieren und die ordnungsgemäße Entsorgung ihres Kotes.
Wissenschaftler suchen auch nach einem Impfstoff gegen Helminthen, wie z. B. einen Hakenwurmimpfstoff.

## Epidemiologie
Gebiete mit der höchsten Prävalenz von Helminthiasis sind tropische und subtropische Gebiete, darunter Afrika südlich der Sahara, Zentral- und Ostasien und Amerika.
Einige Arten von Helminthiasen werden als vernachlässigte Tropenkrankheiten eingestuft. Dazu gehören:
- Bodenübertragene Helminthosen
- lymphatische Filariose, Dracontiasis und Onchozerkose
- Saugwurminfektionen wie Schistosomiasis und lebensmittelbedingte Leber- und Darmegelinfektionen
- Bandwurminfektionen wie Zystizerkose, Taeniasis und Echinokokkose

### Prävalenz
Die bodenübertragenen Helminthen (Spulwurm, Peitschenwurm, Hakenwürmer) sowie Schistosomen und Filarien infizieren zusammen mehr als ein Viertel der menschlichen Bevölkerung weltweit gleichzeitig und übertreffen AIDS und Malaria zusammen bei weitem. Schistosomiasis ist die zweithäufigste parasitäre Erkrankung des Menschen nach Malaria.
In den Jahren 2014 bis 2015 schätzte die WHO, dass etwa 2 Milliarden Menschen mit bodenübertragenen Helminthosen infiziert waren, 249 Millionen mit Schistosomiasis, 56 Millionen Menschen mit lebensmittelbedingten Saugwurminfektionen, 120 Millionen mit lymphatischer Filariose, 37 Millionen Menschen mit Onchozerkose und 1 Million Menschen mit Echinokokkose. Eine andere Quelle schätzte eine viel höhere Zahl von 3,5 Milliarden, die mit einer oder mehreren bodenübertragenen Helminthen infiziert waren.
Im Jahr 2014 wurden nach einer erfolgreichen Ausrottungskampagne nur noch 148 Menschen mit einer Dracontiasis beobachtet. Diese ist leichter auszurotten ist als andere Helminthosen, da sie nur durch das Trinken von kontaminiertem Wasser übertragen wird.
Aufgrund ihrer hohen Mobilität und niedrigeren Hygienestandards sind Kinder im Schulalter besonders anfällig für Wurmerkrankungen. Die meisten Kinder in Entwicklungsländern sind mindestens mit einem Helminthen infiziert. Infektionen mit mehreren Arten sind sehr häufig.
Die häufigsten Darmhelminthen in den Vereinigten Staaten sind Madenwurm, Ancylostoma duodenale und Necator americanus.

### Variationen innerhalb der Gemeinschaften
Selbst in Gebieten mit hoher Prävalenz ist die Häufigkeit und Schwere der Infektion innerhalb von Gemeinschaften oder Familien nicht einheitlich. Ein kleiner Teil der Gemeindemitglieder beherbergt die Mehrzahl der Würmer, und dies hängt vom Alter ab. Die maximale Wurmbelastung liegt im Alter von fünf bis zehn Jahren und sinkt danach rapide. Es wird angenommen, dass die individuelle Veranlagung zur Wurmerkrankung für Menschen mit der gleichen Sanitärinfrastruktur und dem gleichen Hygieneverhalten auf unterschiedliche Immunkompetenz, Ernährungszustand und genetische Faktoren zurückzuführen ist. Da Personen für eine hohe oder eine niedrige Wurmlast prädisponiert sind, ist die erneute erworbene Belastung nach erfolgreicher Behandlung proportional zu der vor der Behandlung.

## Lebenserwartung und Todesfälle
Es wird geschätzt, dass Darmnematodeninfektionen dazu führen, dass 5 Millionen, gesunde Lebensjahre (DALYS) verloren gehen, von denen Hakenwurminfektionen mehr als 3 Millionen und Spulwurm-Infektionen mehr als 1 Million ausmachen. Es gibt aber auch Anzeichen für Fortschritte: Die 2015 veröffentlichte Global Burden of Disease-Studie schätzt eine 46-prozentige (59 Prozent bei standardisiertem Alter) Verringerung der Jahre mit Behinderung (YLD) für den 23-jährigen Zeitraum von 1990 bis 2013 für alle Darm-/Nematodeninfektionen und sogar eine 74-prozentige (80 Prozent, wenn das Alter standardisiert ist) Verringerung der YLD durch Spulwurmerkrankung.
Bis zu 135.000 Menschen sterben jährlich an bodenübertragenen Helminthosen.
Die Global Burden of Disease Studie 1990–2013 schätzte 5.500 direkte Todesfälle durch Schistosomiasis, während 2013 schätzungsweise mehr als 200.000 Menschen jährlich den Folgen einer Schistosomiasis sterben. Weitere 20 Millionen haben schwerwiegende Folgen der Krankheit. Es ist die tödlichste der vernachlässigten Tropenkrankheiten.
| wissenschaftlicher Name                                                                   | Allgemeiner Name                | Infektionen (Millionen pro Jahr)                                  | Direkte Todesfälle pro Jahr | Verbreitungsgebiet |
| ----------------------------------------------------------------------------------------- | ------------------------------- | ----------------------------------------------------------------- | --- | --- |
| Bodenübertragene Helminthose klassifiziert als vernachlässigte Tropenkrankheit:           |                                 |                                                                   | | |
| Ascaris lumbricoides                                                                      | Spulwurm                        | 1000 bis 1450 / 807 bis 1.121                                     | 20.000 | Viele Regionen Südostasiens, Afrikas sowie Mittel- und Südamerikas                                                                  |
| Trichuris trichiura                                                                       | Peitschenwurm                   | 500 604–795                                                       | | In feuchten, warmen, tropischen Regionen Asiens, Afrikas, Mittel- und Südamerikas und der karibischen Inseln.                       |
| Ancylostoma duodenale                                                                     | Hakenwürmer                     | 900 bis 1300 576–740 (Hakenwurm im Allgemeinen)                   | | In tropischen und subtropischen Ländern (Subsahara-Afrika)                                                                          |
| Necator americanus                                                                        | Hakenwürmer                     | 900 bis 1300 576–740 (Hakenwurm im Allgemeinen)                   | | In tropischen und subtropischen Ländern (Subsahara-Afrika)                                                                          |
| Strongyloides stercoralis                                                                 | Zwergfadenwurm                  | 50 bis 100                                                        | Tausend | In feuchten Regengebieten der Tropen und Subtropen, in einigen Gebieten Süd- und Osteuropas und der Vereinigten Staaten von Amerika |
| Alle bodenübertragenen Helminthose zusammen                                               |                                 | 1500 bis 2000                                                     | 135.000 | Tropische und subtropische Gebiete, insbesondere Subsahara-Afrika, Amerika, China und Ostasien.                                     |
| Nicht über den Boden übertragen, aber als vernachlässigte Tropenkrankheit eingestuft:     |                                 |                                                                   | | |
| Schistosoma mansoni                                                                       | Pärchenegel                     | Alle Arten von Schistosomazusammen: 160 bis 200 (210 „betroffen“) | 12.000–150.000 Todesfälle durch Nierenversagen 200.000 indirekte Todesfälle durch „Ursachen im Zusammenhang mit“ Schistosomiasis | In tropischen und subtropischen Regionen                                                                                            |
| Schistosoma haematobium                                                                   | Pärchenegel                     | 112 (allein in Subsahara-Afrika)                                  | 12.000–150.000 Todesfälle durch Nierenversagen 200.000 indirekte Todesfälle durch „Ursachen im Zusammenhang mit“ Schistosomiasis | |
| Echinococcus granulosus                                                                   | Dreigliedriger Hundebandwurm    | 3                                                                 | | Entwicklungsländer |
| Nicht über den Boden übertragen und nicht als vernachlässigte Tropenkrankheit eingestuft: |                                 |                                                                   | | |
| Toxocara canis                                                                            | Hundespulwurm                   | 50                                                                | | Viele Regionen Südostasiens, Afrikas sowie Mittel- und Südamerikas                                                                  |
| Taenia solium                                                                             | Schweinebandwurm                | 50                                                                | | Südamerika, Südostasien, Westafrika und Ostafrika                                                                                   |
| Taenia saginata                                                                           | Rinderbandwurm                  | 50 Alle Arten von „Taenia“: 40 bis 60                             | | Südamerika, Südostasien, Westafrika und Ostafrika                                                                                   |
| Hymenolepis nana                                                                          | Zwergbandwurm                   | 100                                                               | | Südamerika, Südostasien, Westafrika und Ostafrika                                                                                   |
| Hymenolepis diminuta                                                                      | Rattenbandwurm                  | 100                                                               | | Südamerika, Südostasien, Westafrika und Ostafrika                                                                                   |
| Fasciola hepatica                                                                         | Großer Leberegel                | 50                                                                | | Groß in Süd- und Ostasien, aber auch in Mittel- und Osteuropa                                                                       |
| Fasciolopsis buski                                                                        | Riesendarmegel                  | 50                                                                | | Groß in Süd- und Ostasien, aber auch in Mittel- und Osteuropa                                                                       |
| Dracunculus medinensis                                                                    | Medinawurm                      | Heutzutage vernachlässigbar dank Ausrottungsprogramm              | | Früher weit verbreitet in Indien, Westafrika und Südsudan                                                                           |
| Trichostrongylus orientalis                                                               |                                 | 1–3 („mehrere“)                                                   | | Ländliche Gemeinden in Asien |
| Andere                                                                                    |                                 | 100                                                               | | Weltweit |
| Gesamt (Anzahl der Infektionen)                                                           | Gesamt (Anzahl der Infektionen) | Ca. 3,5 Milliarden                                                | | Weltweit |

## Wurmerkrankungen bei Tieren
Siehe Kategorie:Parasitose bei Tieren sowie Fadenwurminfektionen des Hundes, Bandwurmerkrankungen des Hundes, Saugwürmer bei Hunden und Wurminfektionen der Katze